# Brionvega
Brionvega est un fabricant de matériel électronique grand public italien qui a marqué son époque avec l'utilisation du design de maître dans les produits hi-tech.

## Histoire
L'entreprise a été créée par l'entrepreneur Giuseppe Brion et l'ingénieur Leone Pajetta en 1945 sous l'appellation B.P.M. - Brion Pajetta Milano, dont l'objet est la production de composants électroniques. 

En 1950, la société change de raison sociale et devient Vega B.P. Radio et se spécialise dans la fabrication d'appareils radiophoniques. Avec le développement de la télévision en Italie au cours des années 1950, la société s'intéresse de près à ce nouveau marché et change à nouveau de raison sociale pour Radio Vega Television.
En 1963, Leone Pajetta revend ses parts à son associé et la société prend son appellation définitive Brionvega.
En associant, depuis l'origine, de grands maîtres du design italien pour habiller ses produits comme Livio Castiglioni, Hannes Wettstein, Sergio Asti, Mario Bellini, Richard Sapper, Marco Zanuso, Achille Castiglioni, Ettore Sottsass ou Rodolfo Bonetto, Brionvega a produit des modèles de radio et de télévisions de grand succès, de véritables exemples du design industriel italien, qui ont remporté, à de très nombreuses reprises, les plus prestigieux prix internationaux et sont exposés dans quasiment tous les musées du monde. 

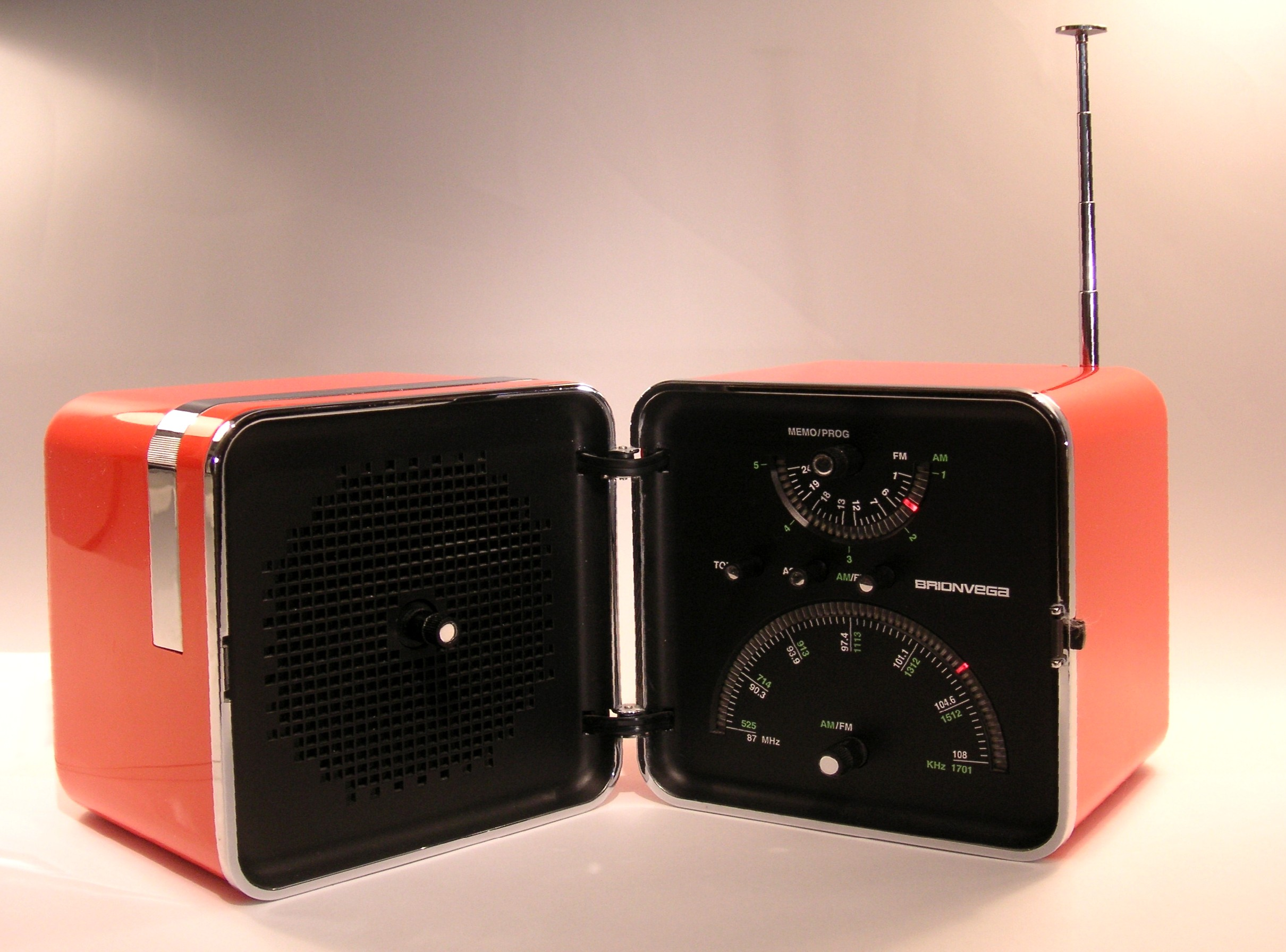
La fameuse radio "Cubo" de Brionvega

Parmi les produits les plus remarquables de la marque Brionvega on peut citer : la radio "TS 502", souvent appelée "Cubo", qui avait son enveloppe en zamak, le téléviseur portable "Algol", dont la première version avec un tube cathodique CRT monocrome de 11 pouces puis, en couleurs de plus grande dimension, dans un coffre en ABS de différentes couleurs (blanc, noir, jaune ou orange), la chaîne stéréo "RR 126", œuvre des frères Achille et Pier Giacomo Castiglioni. 

## Brionvega de nos jours
La famille Brion est restée propriétaire de l'entreprise jusqu'en 1992, lorsque la marque a éé rachetée par le groupe Sèleco, le plus important constructeur d'appareils électroniques grand public italien, jusqu'à son rachat par le groupe Groupe Formenti. 
En 2004, SIM2 Multimedia a racheté la division Brionvega radiophonie et en 2006, Onda Communication a obtenu la licence pour de la marque pour développer les produits télématiques et téléphones mobiles et les modems UMTS. 
En août 2006, la société Super//Fluo a développé et commercialisé sous la marque Brionvega une nouvelle gamme de téléviseurs LCD, jusqu'en 2009 et en février 2010, toute l'ancienne division vidéo a été reprise par SIM2 Multimedia. 